# Lambda Ophiuchi
Lambda Ophiuchi (λ Oph, λ Ophiuchi/ 10 Ophiuchi), è una stella binaria della costellazione dell'Ofiuco di magnitudine apparente +3,90. Dista dalla Terra 173 anni luce. Viene talvolta chiamata Marfik, nome che deriva dall'arabo Al-Mirfaq e significa "gomito", riferendosi al gomito di Ofiuco.

## Osservazione
Si tratta di una stella situata nell'emisfero boreale celeste, ma molto in prossimità dell'equatore celeste; ciò comporta che possa essere osservata da tutte le regioni abitate della Terra senza alcuna difficoltà e che sia invisibile soltanto nelle aree più interne del continente antartico. Nell'emisfero nord invece appare circumpolare solo molto oltre il circolo polare artico.
Essendo di magnitudine +3,90, la si può osservare anche dai piccoli centri urbani senza difficoltà, sebbene un cielo non eccessivamente inquinato sia maggiormente indicato per la sua individuazione.
Il periodo migliore per la sua osservazione nel cielo serale ricade nei mesi compresi fra maggio e settembre; da entrambi gli emisferi il periodo di visibilità rimane indicativamente lo stesso, grazie alla posizione della stella non lontana dall'equatore celeste.

## Caratteristiche
Marfik è una stella binaria formata da due stelle bianche di sequenza principale. La componente principale, Marfik A, è di tipo spettrale A1V ed ha una temperatura di 9300 K. L'altra componente, Marfik B, ha una temperatura di 8500 K, ed è di tipo spettrale A4V. Marfik A è 3,2 volte più luminosa rispetto alla compagna e 56 volte più del Sole. Il suo raggio è 2,5 volte più grande di quello della nostra stella ed è 2,6 volte più massiccia di essa. Marfik B, con il doppio della massa del Sole, ha un raggio del 90% maggiore di quello solare.
Il periodo orbitale del sistema è di 129 anni e le orbite delle componenti sono piuttosto eccentriche; la separazione tra di esse varia infatti dalle 18 alle 68 UA. La distanza minima si è avuta nel 1939, mentre nel 2004 è avvenuta la maggior separazione tra le due componenti.